# Principe d'égalité en droit belge
Le principe d'égalité et de non-discrimination est, en Belgique, une clef de voûte des droits fondamentaux. Il est l'un des principaux droits protégés par la Cour constitutionnelle.

## Constitution
La Constitution promulguée en 1831 proclame l'égalité devant la loi. De plus, un article est inséré dans le texte fondamental le 24 décembre 1970 afin d'interdire toute discrimination. Enfin, le 21 février 2002, l'égalité entre les hommes et les femmes est proclamée.

« Il n'y a dans l'État aucune distinction d'ordres. 
 Les Belges sont égaux devant la loi ; seuls ils sont admissibles aux emplois civils et militaires, sauf les exceptions qui peuvent être établies par la loi pour des cas particuliers. 
 L'égalité des femmes et des hommes est garantie. »

— Article 10 de la Constitution.

« La jouissance des droits et libertés reconnus aux Belges doit être assurée sans discrimination. À cette fin, la loi et le décret garantissent notamment les droits et libertés de minorités idéologiques et philosophiques. »

— Article 11 de la Constitution.

## Étendue de la protection
Bien que l'article 11 ne vise que la protection des minorités idéologiques et philosophiques, la Cour constitutionnelle a étendu la portée de la disposition à tous les droits et à toutes les libertés reconnus aux Belges. Les règles d'égalité et de non-discrimination n'excluent pas qu'une différence de traitement soit établie selon certaines catégories de personnes pour autant que le critère de différenciation soit susceptible de justification objective et raisonnable. De plus, si la loi traite indistinctement ceux qu'elle devrait traiter différemment, elle viole le principe de non-discrimination.
Une loi qui n'a qu'un seul destinataire, du moment qu'elle ne le vise pas explicitement, ne constitue pas une discrimination (ex. loi sur les aéroports nationaux).

## Écoulement du temps
À la question de savoir si une personne peut être discriminée par un certain traitement alors que par le passé ce traitement ne constituait pas une discrimination, la Cour constitutionnelle répond qu'une discrimination qui se justifiait peut perdre sa légitimité. Dans ce cas, il faut effacer progressivement l'inégalité.

## « Discrimination positive»
Les « inégalités correctrices » ne sont pas incompatibles avec le principe d'égalité et de non-discrimination s'il existe une inégalité manifeste, qu'elles visent la disparition de cette inégalité, qu'elles soient temporaires et disparaissent quand elles ont atteint leur objectif et si elles ne limitent pas inutilement les droits d'autrui.

## Exigence que doivent remplir les lois
Les articles 10 et 11 de la Constitution, qui sont indissolublement liés, impliquent une exigence de proportionnalité et de rationalité.
Enfin, toute violation d'un droit fondamental constitue ipso facto une violation du principe d'égalité et de non-discrimination.